# 安中市立松井田中学校
安中市立松井田中学校（あんなかしりつまついだちゅうがっこう）は、群馬県安中市にある公立中学校。

## 概要
2022年（令和4年）4月安中市立松井田東中学校、安中市立松井田南中学校が統合して松井田東中学校の校地に開校した。2023年（令和5年）4月、安中市立松井田北中学校を統合。

## 沿革
- 2022年（令和4年）4月1日 - 安中市立松井田東中学校と安中市立松井田南中学校が閉校・統合して旧・松井田東中の校地に開校。
- 2023年（令和5年）4月1日 - 安中市立松井田北中学校を統合。

## 学区
- 安中市立松井田小学校、安中市立西横野小学校の校区[2]。